# 危機脱出ナンバーワン
『危機脱出ナンバーワン』(ききだっしゅつナンバーワン、朝: 위기탈출 넘버원)は、韓国放送公社のKBS第2テレビジョンで2005年から2016年まで放映された放映されたテレビ番組。

## 企画意図
危機的状況、緊急出動などの各種リスク、事故に対する対処法と予防法などを紹介して、視聴者たちに警戒心を悟らせてくれる番組。
| スタブアイコン | サブスタブ | この項目は、まだ閲覧者の調べものの参照としては役立たない、テレビ番組に関連した書きかけの項目です。この項目を加筆・訂正などしてくださる協力者を求めています（P:テレビ/PJ:放送または配信の番組）。 |